# 墨脱节肢蕨
墨脱节肢蕨（学名：Arthromeris medogensis）为水龙骨科节肢蕨属下的一个种。